# Етиопија на Олимпијским играма
Етиопија се први пут појавила на Олимпијским играма 1956. године и од тада је Етиопија слала своје спортисте на већину наредних одржаних Летњих олимпијада изузев 1976, 1984. и 1988. године.
На Зимске олимпијске игре Етиопија је своје спортисте послала први пут 2006. године на игре одржане у Торину. Представници Етиопије закључно са Олимпијским играма одржаним 2016. године у Рио де Жанеиру су освојили 53 олимпијских медаља и од тога чак 22 златних и што је интересантно све медаље су освојене у једном једином спорту, атлетици.
Национални олимпијски комитет Етиопије (Ethiopian Olympic Committee) је основан 1948. и признат од стране Међународног олимпијског комитета исте године.

## Медаље

### Учешће и освојене медаље на ЛОИ
| Учешће и освојене медаље Етиопије на ЛОИ |                     |                  |                  |                  |                  |                  |                  |                  |                  |                  |
| ЛОИ                                      | Носилац заставе     | Учешће           | Муш.             | Жене             | спорт            | Злато            | Сребро           | Бронза           | Укупно           | Пласман          |
| Мелбурн 1956.                            |                     | 12               | 12               | 0                | 2                | 0                | 0                | 0                | 0                | −                |
| Рим 1960.                                |                     | 10               | 10               | 0                | 2                | 1                | 0                | 0                | 1                | 21               |
| Токио 1964.                              | Абебе Бикила        | 12               | 12               | 0                | 3                | 1                | 0                | 0                | 1                | 24               |
| Мексико Сити 1968.                       | Абебе Бикила        | 18               | 18               | 0                | 3                | 1                | 1                | 0                | 2                | 25               |
| Минхен 1972.                             | Мамо Волде          | 31               | 31               | 0                | 2                | 0                | 0                | 2                | 2                | 41               |
| Монтреал 1976.                           | није учествовала    | није учествовала | није учествовала | није учествовала | није учествовала | није учествовала | није учествовала | није учествовала | није учествовала | није учествовала |
| Москва 1980.                             |                     | 41               | 39               | 2                | 2                | 2                | 0                | 2                | 4                | 17               |
| Лос Анђелес 1984.                        | није учествовала    | није учествовала | није учествовала | није учествовала | није учествовала | није учествовала | није учествовала | није учествовала | није учествовала | није учествовала |
| Сеул 1988.                               | није учествовала    | није учествовала | није учествовала | није учествовала | није учествовала | није учествовала | није учествовала | није учествовала | није учествовала | није учествовала |
| Барселона 1992.                          |                     | 20               | 14               | 6                | 2                | 1                | 0                | 2                | 3                | 33               |
| Атланта 1996.                            | Фита Бајиса         | 18               | 10               | 8                | 2                | 2                | 0                | 1                | 3                | 34               |
| Сиднеј 2000.                             | Дерарту Тулу        | 26               | 15               | 11               | 2                | 4                | 1                | 3                | 8                | 20               |
| Атина 2004.                              | Авељ Афералигн      | 26               | 14               | 12               | 2                | 2                | 3                | 2                | 7                | 28               |
| Пекинг 2008.                             | Мирутс Јифтер       | 27               | 14               | 13               | 1                | 4                | 1                | 2                | 7                | 18               |
| 2012. Лондон                             | Јанет Гебремедин    | 33               | 18               | 15               | 2                | 3                | 2                | 2                | 7                | 24               |
| 2016. Рио де Жанеиро                     |                     | 38               | 18               | 20               | 3                | 1                | 2                | 5                | 8                |                  |
| 2020. Токио                              |                     |                  |                  |                  |                  |                  |                  |                  |                  |                  |
| 2024. Париз                              |                     |                  |                  |                  |                  |                  |                  |                  |                  |                  |
| 2028. Лос Анђелес                        | предстојећи догађај |                  |                  |                  |                  |                  |                  |                  |                  |                  |
| 2032. Бризбејн                           | предстојећи догађај |                  |                  |                  |                  |                  |                  |                  |                  |                  |
| Укупно (13/16)                           |                     | 312              | 225              | 87               |                  | 22               | 10               | 21               | 53               |                  |

### Преглед учешћа спортиста Етиопије по спортовима на ЛОИ
Стање после ЛОИ 2016.
| Спорт      | Период | Период   | Укупно | Мушки | Жене | Злато | Сребро | Бронза | Укупно |
| Спорт      | Прво   | Последње | Укупно | Мушки | Жене | Злато | Сребро | Бронза | Укупно |
| ---------- | ------ | -------- | ------ | ----- | ---- | ----- | ------ | ------ | ------ |
| Атлетика   | 1956   | 2016     | 175    | 121   | 54   | 22    | 10     | 21     | 53     |
| Бициклизам | 1956   | 2016     | 29     | 29    | 0    | 0     | 0      | 0      | 0      |
| Бокс       | 1964   | 2004     | 24     | 24    | 0    | 0     | 0      | 0      | 0      |
| Пливање    | 2012   | 2016     | 4      | 2     | 2    | 0     | 0      | 0      | 0      |
| Укупно (4) |        |          | 232    | 176   | 56   | 22    | 10     | 21     | 53     |

- Разлика у горње две табеле од 80 учесника (49 мушкараца и 31 жена) настала је у овој табели јер је сваки спортиста без обзира колико је пута учествовао на играма и у колико разних спортова на истим играма рачунат само једном

### Учешће и освојене медаље на ЗОИ
| Учешће и освојене медаље Етиопије на ЗОИ |                     |                  |                  |                  |                  |                  |                  |                  |                  |                  |
| ЛОИ                                      | Носилац заставе     | Учешће           | Муш.             | Жене             | спорт            | Злато            | Сребро           | Бронза           | Укупно           | Пласман          |
| 2006. Торино                             | Робер Теклемаријам  | 1                | 1                | 0                | 0                | 0                | 0                | 0                | 0                | −                |
| 2010. Ванкувер                           | Робер Теклемаријам  | 1                | 1                | 0                | 0                | 0                | 0                | 0                | 0                | −                |
| align=left\| 2014. Сочи                  |                     | није учествовала | није учествовала | није учествовала | није учествовала | није учествовала | није учествовала | није учествовала | није учествовала | није учествовала |
| 2018. Пјонгчанг                          |                     |                  |                  |                  |                  |                  |                  |                  |                  |                  |
| 2022. Пекинг                             |                     |                  |                  |                  |                  |                  |                  |                  |                  |                  |
| 2026. Милано и Кортина                   | предстојећи догађај |                  |                  |                  |                  |                  |                  |                  |                  |                  |
| 2030. Француски Алпи                     | предстојећи догађај |                  |                  |                  |                  |                  |                  |                  |                  |                  |
| 2034. Солт Лејк Сити                     | предстојећи догађај |                  |                  |                  |                  |                  |                  |                  |                  |                  |
| Укупно (2/3)                             |                     | 2                | 2                | 0                |                  | 0                | 0                | 0                | 0                |                  |

### Преглед учешћа спортиста Етиопије по спортовима на ЗОИ
Стање после ЗОИ 2014.
| Спорт           | Период | Период   | Укупно | Мушки | Жене | Злато | Сребро | Бронза | Укупно |
| Спорт           | Прво   | Последње | Укупно | Мушки | Жене | Злато | Сребро | Бронза | Укупно |
| --------------- | ------ | -------- | ------ | ----- | ---- | ----- | ------ | ------ | ------ |
| Скијашко трчање | 2006   | 2012     | 1      | 1     | 0    | 0     | 0      | 0      | 0      |
| Укупно (2/3)    |        |          | 1      | 1     | 0    | 0     | 0      | 0      | 0      |

- Разлика у горње две табеле од 1 учесника (1 мушкарац) настала је у овој табели јер је сваки спортиста без обзира колико је пута учествовао на играма и у колико разних спортова на истим играма рачунат само једном